# Нефтчи (футбольный клуб, Кочкор-Ата)
«Нефтчи́» — футбольный клуб из Кыргызстана, который базируется в городе Кочкор-Ата.

## История
Клуб основан в 1952 году (по другим сведениям — в 1960 году). В советский период выступал в региональных соревнованиях.
В 1993 году играл в Первой лиге Кыргызстана и занял 4-е место в Южной зоне. Тем не менее, клуб получил возможность выйти в Высшую лигу, так как более сильные команды отказались от повышения в классе.
В сезоне-1994 «Нефтчи» дебютировал в Высшей лиге, заняв 11-е место среди 14 участников (выигран всего 1 матч — 1:0 у карасуйского «Учкуна», ещё в двух матчах присудили победы из-за снятия соперников с турнира).
Однако «Нефтчи» продолжил участвовать в Высшей лиге, занимая позиции в нижней половине таблицы. А в 1998 году он остался на последнем, 12-м месте в турнире Южной зоны и покинул элитный дивизион.
В 2003 году Высшая лига Кыргызстана была расширена, и «Нефтчи» включен в её Южную зону. Заняв 5-е место среди 7 команд, клуб не смог отобраться в финальный турнир.
На следующий год «Нефтчи» остался в Высшей лиге, но из-за финансовых проблем не завершил сезон, снявшись с турнира в сентябре за 7 туров до финиша.
В 2005 и 2006 годах выступал в Первой лиге. В очередной раз «Нефтчи» вернулся в элитный дивизион в 2007 году, укрепившись несколькими легионерами из Узбекистана. В итоге он финишировал на 6-м месте. В 2008 году стал 4-м, отстав всего на 1 очко от тройки призёров.
В 2010 году команду возглавил российский играющий тренер Александр Крестинин, также её пополнили несколько легионеров с Украины, из Узбекистана и игроки сборной Кыргызстана Таалай Джуматаев, Александр Бельдинов, Евгений Пилипас.
Команда начала сезон с трёх ничьих, но потом набрала ход и навязала борьбу признанным лидерам — «Дордою» и «Абдыш-Ате». В матчах 3-го и 4-го кругов главный соперник — «Дордой» дважды был обыгран.
В результате «Нефтчи» завоевал золото чемпионата, опередив бишкекскую команду на 1 очко, а «Абдыш-Ата» отстала на 4. Лучшим бомбардиром сезона стал нападающий «Нефтчи» Таалай Джуматаев (15 голов). В Кубке Кыргызстана клуб дошёл до финала, в котором крупно уступил «Дордою» (0:3).
В 2011 году «Нефтчи» занял 2-е место в чемпионате, отстав на 7 очков от «Дордоя». Также в этом сезоне клуб выиграл Суперкубок Кыргызстана, обыграв «Дордой» со счётом 2:1, и вышел в финал Кубка страны, где уступил 0:1 «Абдыш-Ате».
В розыгрыше Кубка президента АФК «Нефтчи» уверенно выиграл предварительную группу и вышел в полуфинальный турнир, где пропустил вперёд камбоджийский «Пномпень Краун». На Кубке Содружества киргизская команда заняла последнее место в группе, проиграв все 3 матча.
Из-за финансовых проблем «Нефтчи» провел сезон-2012 в Первой лиге. В 2013—2014 и с 2017 года он снова выступает в высшем дивизионе, но уже не борется за высокие места.

## Достижения
- Чемпион Кыргызстана: 2010.
- Серебряный призёр чемпионата Кыргызстана: 2011.
- Обладатель Кубка Кыргызстана: 2019.
- Обладатель Суперкубка Кыргызстана: 2011.
- Финалист Кубка Кыргызстана: 2010, 2011.

## Тренеры
- Пётр Зубенко (1997)[4]
- Рустам Ахунов (2008)
- Александр Крестинин (2010—2011, играющий тренер)
- Закир Джалилов (2013)
- Аймирзаев Авазбек Мадаминович (2014)
- Владимир Власичев (2014)
- Ахмедов Мухамеджан Махмуджанович (2014, играющий тренер)
- Нурбек Жолдошов (2017, играющий тренер)
- Нематжан Закиров (2018)
- Нурбек Жолдошов (2021—2022)